# NGC 4635
NGC 4635 је спирална галаксија у сазвежђу Береникина коса која се налази на NGC листи објеката дубоког неба.
Деклинација објекта је + 19° 56' 48" а ректасцензија 12h 42m 38,7s. Привидна величина (магнитуда) објекта NGC 4635 износи 12,7 а фотографска магнитуда 13,4. Налази се на удаљености од 23,5000 милиона парсека од Сунца. NGC 4635 је још познат и под ознакама UGC 7876, MCG 3-32-87, CGCG 100-3, IRAS 12402+2012, KUG 1240+202, KARA 547, CGCG 99-113, PGC 42704.